# Литовский язык
Лито́вский язы́к (самоназвание — lietùvių kalbà) — язык литовцев, официальный язык Литвы и один из официальных языков Евросоюза. На литовском языке разговаривает около трёх миллионов человек (бо́льшая их часть проживает в Литве). Относится к балтийской группе индоевропейской семьи языков вместе с современным латышским, мёртвыми древнепрусским и ятвяжским языками.
Литовский язык подразделяется на два основных наречия: аукштайтское и жемайтское. Современный литературный литовский язык основан на диалекте западных аукштайтов. 
Первые письменные памятники литовского языка появились довольно поздно — в XVI веке, однако даже современный литовский имеет архаичные черты (особенно в области именного склонения). Фонетически и морфологически консервативный, он значительно ближе к прабалтийскому языку, чем инновативный латышский. Для записи литовского языка используется расширенный за счёт использования диакритических знаков латинский алфавит, содержащий 32 буквы.
В литовской фонетике выделяется 45 согласных и 13 гласных фонем (включая те, которые встречаются только в заимствованиях). Для согласных характерно противопоставление по мягкости — твёрдости, а гласные различаются по долготе. Ударение — подвижное и тоническое, на письме обычно не обозначается.
По морфологическому строю литовский — флективный и синтетический язык. Синтаксис отличается относительно свободным порядком слов, базовым является порядок SVO. Лексика — по большей части исконная; среди заимствований преобладают славянизмы и германизмы.

## О названии
Самоназвание литовского языка — lietùvių kalbà — дословно означает «язык литовцев». В старых текстах встречается название lietùviškas liežùvis (калька с рус. литовский язык или пол. język litewski; в литовском liežùvis обозначает «язык» только как анатомический орган). Слово Lietuvà «Литва» восходит к прабалтийскому *lei̯tuvā, которое первоначально сопоставляли с лат. lītus «берег», однако эта этимология слаба с семантической точки зрения — историческая Литва не находилась на побережье.
А. А. Шахматов сопоставил слово Lietuvà с кельтским названием Арморики (ср.-ирл. Letha, валл. Llydaw < *pḷtau̯-) и предположил, что балты переняли это название от венетов, однако эта гипотеза не нашла поддержки у других учёных.
Я. Отрембский считал, что слово *lei̯tuvā было первоначально основой на *-ū- — *lei̯tūs — и обозначало местность вокруг реки *lei̯tā (как Vilnius — местность у реки Vilnia) < líeti «лить». Этой рекой Отрембский считает Неман.
К. Кузавинис предположил, что слово Lietuvà генетически связано с гидронимом Летаука (Lietauka), названием притока Няриса.
С. Каралюнас выдвинул гипотезу, согласно которой слово Lietuvà сперва обозначало военные формирования, и сопоставляет его с ст.-исл. lið, ст.-швед. lith, ст.-фриз. lid и ср.-нижн.-нем. leide «денщик, свита, сопровождающие, отряд, армия».

## Лингвогеография

### Ареал и численность

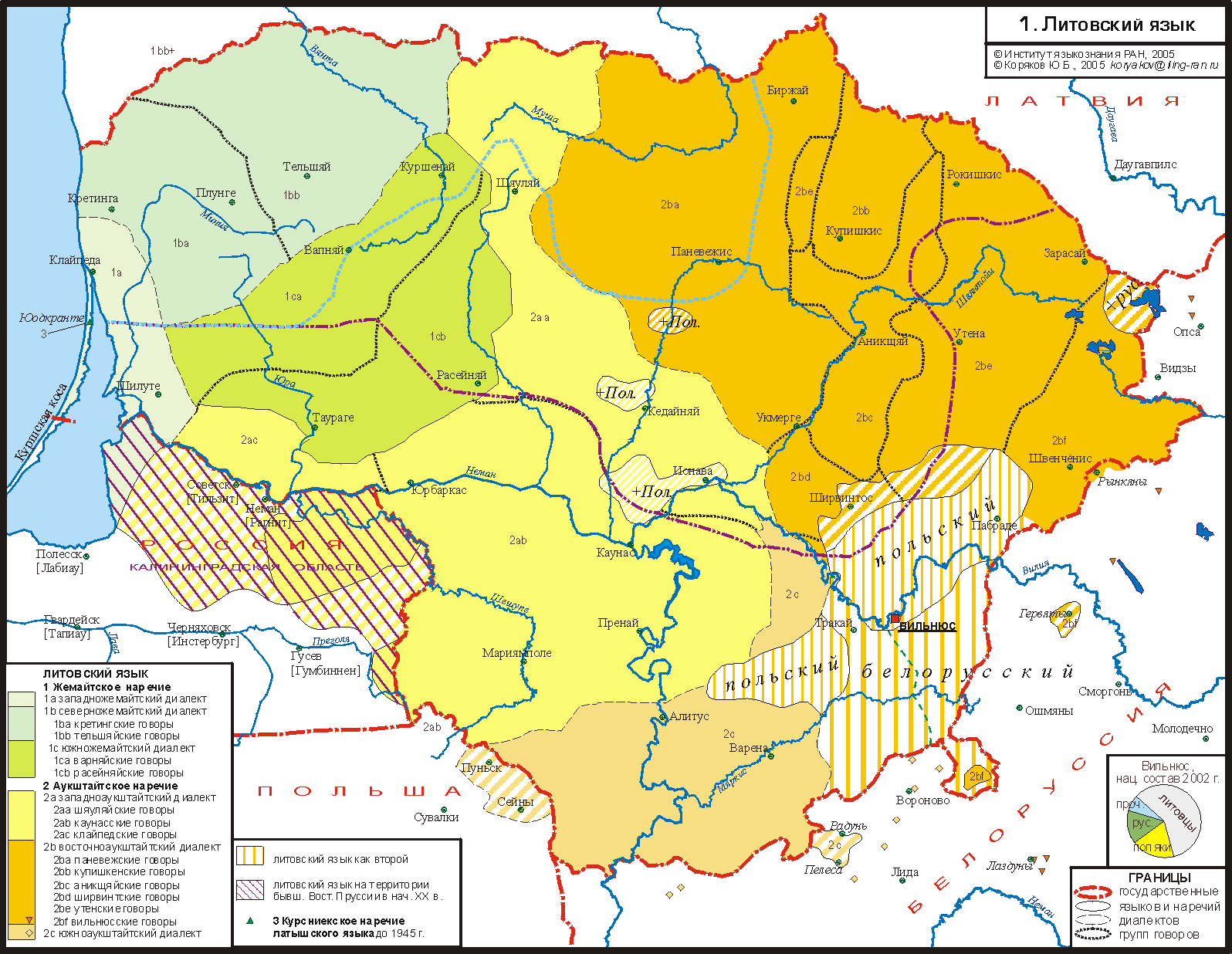
Карта распространения литовского языка

Литовский язык распространён главным образом в Литве, а также в местностях с небольшим автохтонным населением литовцев: в северо-восточных регионах Польши (в 2011 году 5408 указало как родной, 5303 использует дома), в Беларуси (по данным на 2009 год, из 5087 этнических литовцев 1597 указало литовский как родной, но лишь 277 говорит на нём дома), России (31 295 говорящих на 2010 год), на Украине (по данным 2001 года, 1932 из 7207 этнических литовцев считают литовский родным), в Латвии (в 2011 году 1819 из 24 479 этнических литовцев назвало литовский родным), а также среди литовских выходцев в США (42 306 говорящих из 727 тысяч человек литовского происхождения), Канаде (на 2011 год 7600 человек, из которых для 7245 человек литовский — единственный родной), Бразилии, Аргентине, Уругвае, Великобритании, Германии, Австралии. Общее число говорящих — 3 001 430 человек; в Литве в 2011 году литовский язык был родным для 2 597 488 человек и иностранным языком для 302 684 человек.
С XV века начинается экспансия польского языка на территории Великого княжества Литовского. На литовском субстрате формируется часть периферийных польских говоров, некоторые черты которых обусловлены влиянием этого субстрата.
Литовский язык в США характеризуется сильным влиянием английского, проявляющимся, прежде всего, в лексике. Используются, например, такие англицизмы, как divòrsas «развод» (< англ. divorce), kìsas «поцелуй» (< англ. kiss), kãras «автомобиль» (< англ. car). Нередки семантические кальки — например, šaukti «звать» в значении «звонить» (как англ. to call) или šaltis «холод» в значении «простуда» (как англ. cold). В то же время в американском литовском сохраняется группа славянизмов, ушедших из литературного литовского в результате политики языкового пуризма. В области фонетики выделяется более активное использование маргинальных для литературного литовского фонем [h] и [f], а также изменения в интонации. В области морфологии наблюдаются стремление унифицировать вокализм основы настоящего времени и основы инфинитива глагола, избегание форм страдательного залога, смешение мягких и твёрдых основ глагола.

### Диалекты
| жемайтское наречие западножемайтский диалект северножемайтский диалект: кретингские говоры тельшяйские говоры южножемайтский диалект: варняйские говоры расейняйские говоры | аукштайтское наречие западноаукштайтский диалект: шяуляйские говоры каунасские говоры клайпедские говоры восточноаукштайтский диалект: паневежские говоры ширвинтские говоры аникщяйские говоры купишкисские говоры утенские говоры вильнюсские говоры южноаукштайтский (дзукийский) диалект |

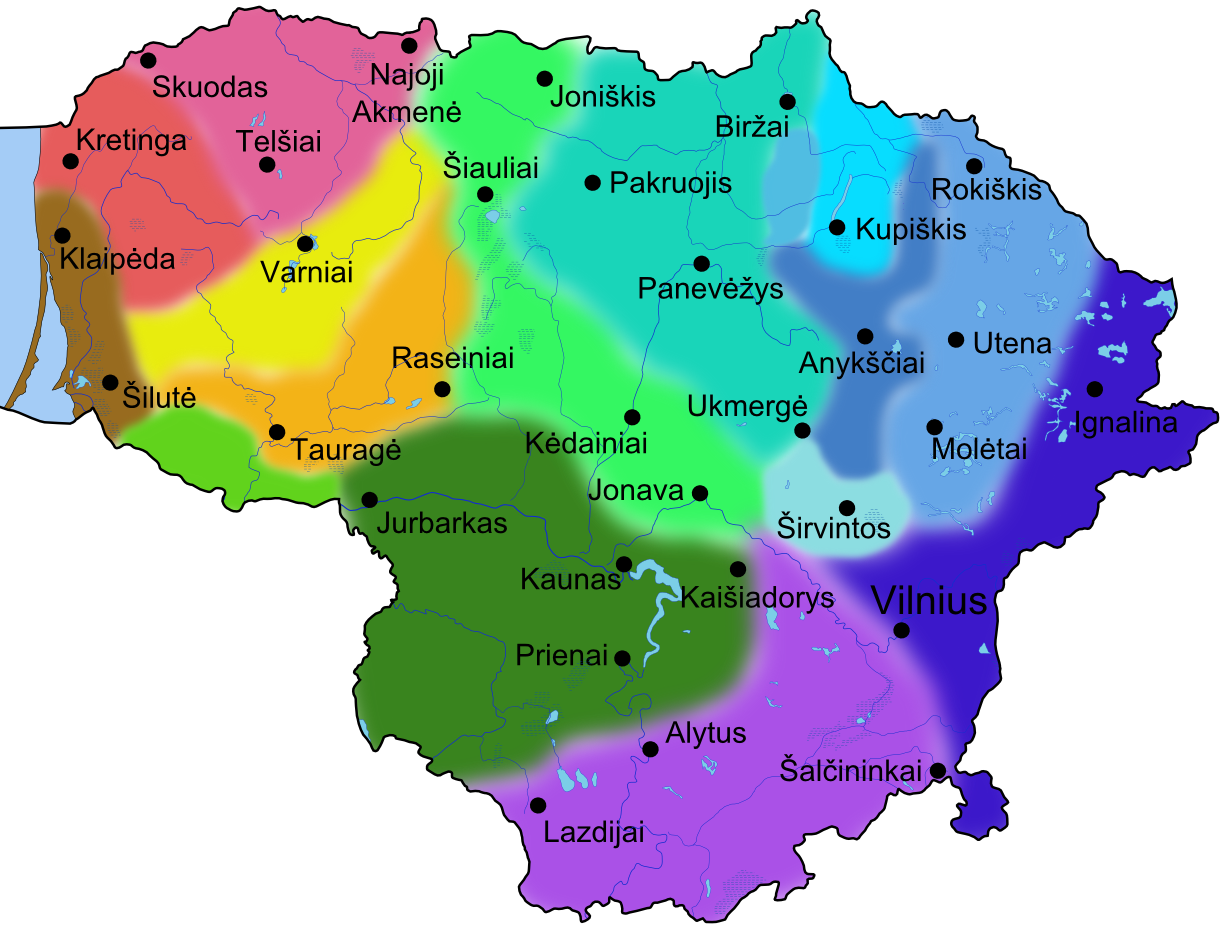
Карта диалектов литовского языка

Литовский язык подразделяется на два основных наречия: аукштайтское и жемайтское (эти названия — соответственно, aukštaičių tarmės и žemaičių tarmės — происходят от литовских слов «высокий» и «низкий» и обозначают расселение их носителей относительно течения реки Неман). В аукштайтском диалекте выделяют три основных группы говоров: восточную, западную и южную (дзукскую), в жемайтском диалекте — также три: западную, северную и южную. В соответствии с произношением гласного в корне слова dúona «хлеб», носителей южножемайтских говоров называют dū́nininkai, носителей северножемайтских говоров — dóunininkai, носителей западножемайтских говоров — dónininkai.
Различия между жемайтским и аукштайтским диалектами связаны со старым племенным делением, влиянием на жемайтский диалект куршского субстрата, а также длительной политической независимостью Жемайтии от Литвы. Аукштайтский диалект более консервативен, а жемайтский более инновационен, причём по ряду своих особенностей он сближается с латышским языком.
Современный литературный литовский язык основан на диалекте западных аукштайтов.

## Письменность

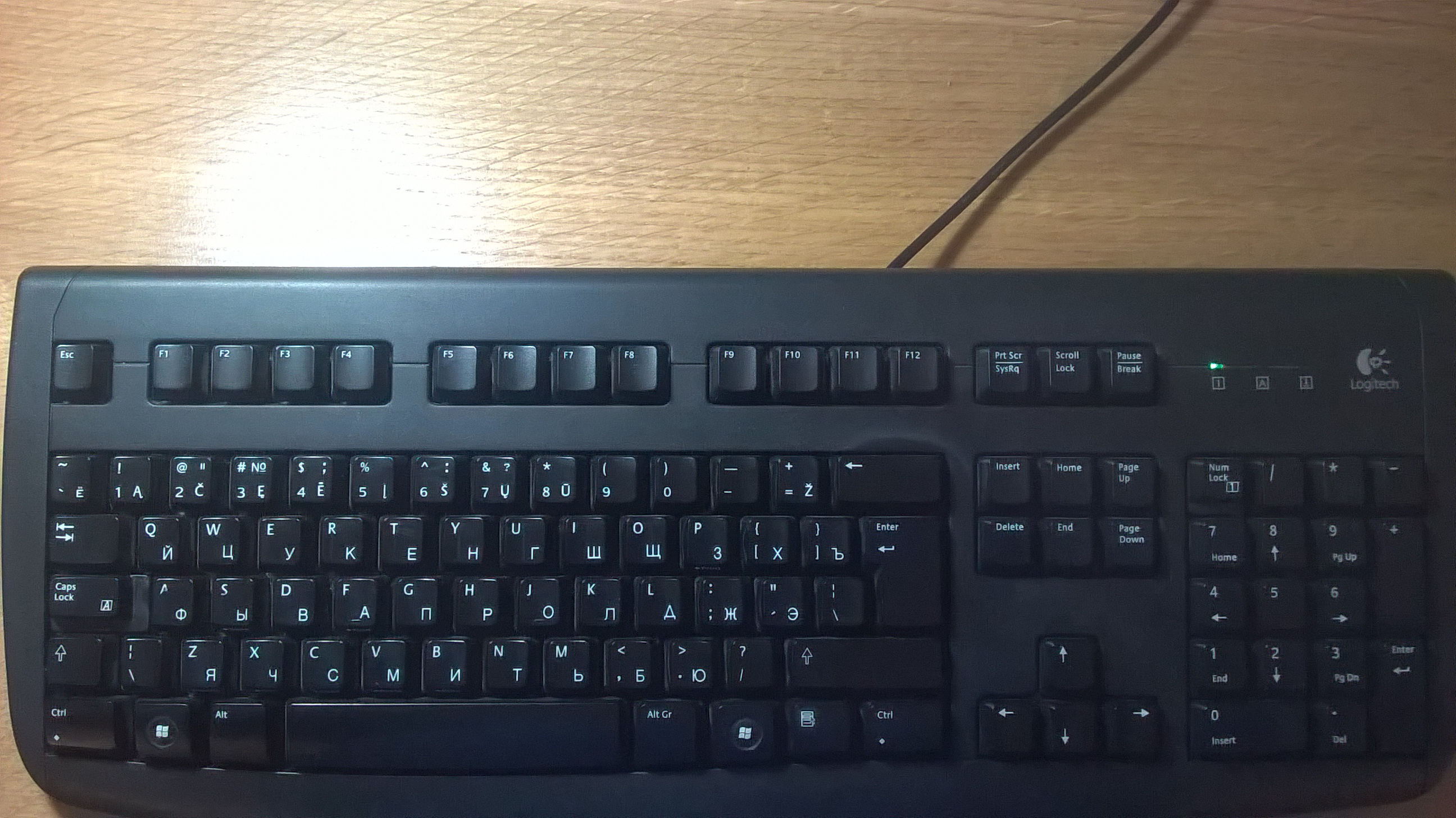
Латинско-русско-литовская клавиатура

Для записи литовского языка с XVI века используется несколько изменённая латиница. Начатое во второй половине 1860-х годов насаждение кириллицы (а, б, в, г, д, е, ж, з, и, к, л, м, н, о, ô, п, р, с, т, у, ц, ч, ш, щ, ь, ѣ, ю, я, io, iô, й, ў) вызвало сопротивление литовцев, и в 1904 году вернулись к латинице.
Современный алфавит литовского языка основан на латинском и содержит 32 буквы, из которых — 23 буквы латинского алфавита (буквы Q, W, X в алфавит не входят). Литовский алфавит в современном виде является результатом орфографической реформы, кодифицированной в работе Й. Яблонскиса «Грамматика литовского языка» (Lietuviškos kalbos gramatika, 1901) и отдалившей литовскую орфографию от польской. По чешскому образцу стали использоваться буквы v (вместо w), š (вместо sz), č (вместо cz), ž (вместо ż). Долгое u стало обозначаться при помощи макрона — ū, а долгое i — при помощи y.
| №  | Буква | Название   | Звучание (МФА) |
| -- | ----- | ---------- | -------------- |
| 1  | A a   | a          | [ ɑ ]          |
| 2  | Ą ą   | a nosinė   | [ ɑː ]         |
| 3  | B b   | bė         | [ b ]          |
| 4  | C c   | cė         | [ t͡s ]         |
| 5  | Č č   | čė         | [ t͡ʃ ]         |
| 6  | D d   | dė         | [ d ]          |
| 7  | E e   | e          | [ ɛ ] [ æː ]   |
| 8  | Ę ę   | e nosinė   | [ æː ]         |
| 9  | Ė ė   | ė          | [ eː ]         |
| 10 | F f   | ef         | [ f ]          |
| 11 | G g   | gė         | [ g ]          |
| 12 | H h   | ha         | [ ɣ ]          |
| 13 | I i   | i trumpoji | [ ɪ ]          |
| 14 | Į į   | i nosinė   | [ iː ]         |
| 15 | Y y   | i ilgoji   | [ iː ]         |
| 16 | J j   | jot        | [ j ]          |

| №  | Буква | Название | Звучание (МФА) |
| -- | ----- | -------- | -------------- |
| 17 | K k   | ka       | [ k ]          |
| 18 | L l   | el       | [ ɫ ]          |
| 19 | M m   | em       | [ m ]          |
| 20 | N n   | en       | [ n ]          |
| 21 | O o   | o        | [ ɔ ] [ oː ]   |
| 22 | P p   | pė       | [ p ]          |
| 23 | R r   | er       | [ r ]          |
| 24 | S s   | es       | [ s ]          |
| 25 | Š š   | eš       | [ ʃ ]          |
| 26 | T t   | tė       | [ t ]          |
| 27 | U u   | u        | [ ʊ ]          |
| 28 | Ų ų   | u nosinė | [ uː ]         |
| 29 | Ū ū   | u ilgoji | [ uː ]         |
| 30 | V v   | vė       | [ ʋ ]          |
| 31 | Z z   | zė       | [ z ]          |
| 32 | Ž ž   | žė       | [ ʒ ]          |

Палатализация согласных перед гласными переднего ряда на письме никак дополнительно не маркируется, для обозначения палатализации перед гласными заднего ряда используется буква i: čià [t͡ʃʲɛ] — «здесь».

## История

### Периодизация

Карта расселения балтийских племён в конце XII — начале XIII веков

Наряду с латышским, прусским и ятвяжским языками литовский восходит к прабалтийскому языку.
Историю литовского литературного языка делят на следующие этапы:
- I. старый период (XVI—XVIII века):

1. период XVI—XVII веков. Первые шаги к созданию литературного языка;
2. период XVIII века. Появление разрыва между литературным языком и народными говорами;

- II. новый период:

1. с первой половины XIX века до 1883 года (создание журнала «Аушра»); постепенный переход литературного языка на основу юго-западных аукштайтских говоров;
2. с конца XIX века до начала XX века (1883—1919); окончательный переход на юго-западную аукштайтскую основу, стабилизация литературной нормы;
3. период Литовской Республики (1919—1940); кодификация литературной нормы, расширение сферы употребления литовского литературного языка;
4. период Литовской ССР в составе СССР (1940—1990); проникновение литературного языка в большинство сфер коммуникации;
5. период после обретения независимости (с 1991 года по настоящее время); дальнейшее распространение литературного языка во всех областях коммуникации.

### Ранний период
Дифференциация между литовским и латышским языками началась предположительно в I веке н. э., а к V—VII векам эти языки окончательно разделились.
Фонетика и фонология литовского изменились по сравнению с прабалтийским состоянием лишь незначительно.
Наиболее важными инновациями являются следующие:
- благодаря заимствованиям z перестала быть аллофоном фонемы s и обрела статус самостоятельной фонемы;
- прабалтийские мягкие ť и ď около XIV века перешли в č и dž соответственно;
- около XVI века ā перешло в ō (*brālis > brolis «брат»);
- сочетания гласный + носовой согласный n перед невзрывными согласными или паузой перешли в носовые гласные (ką́sti «кусать» при kánda «он кусает»); позднее назализация утратилась; перед губно-губными согласными p, b носовой согласный n перешёл в m (tampa «он становится» при anka «он слепнет»).
- долгие конечные гласные сократились (*tā́ > tà «та»).

### Старый период

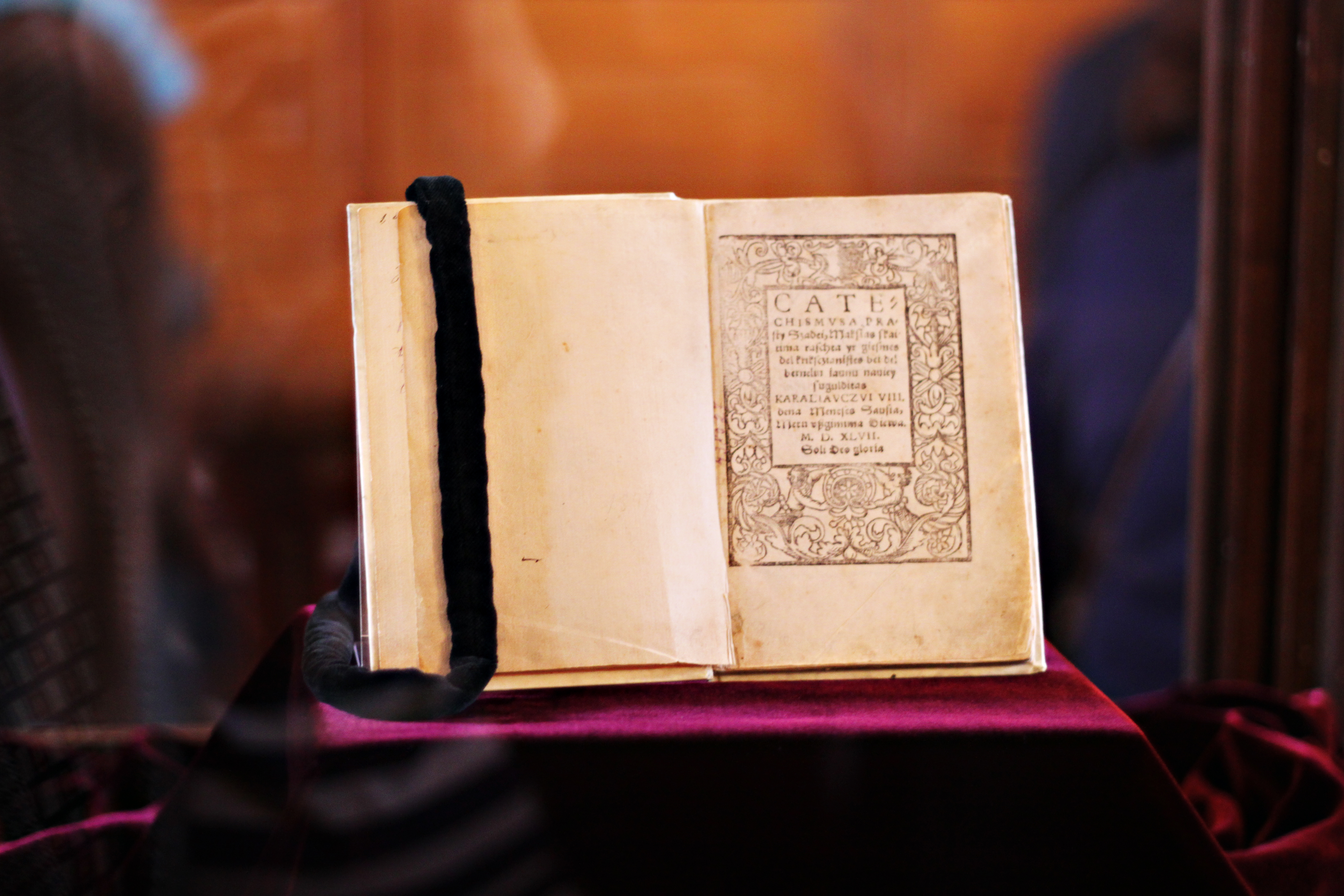
Катехизис Мартинаса Мажвидаса, 1547 год

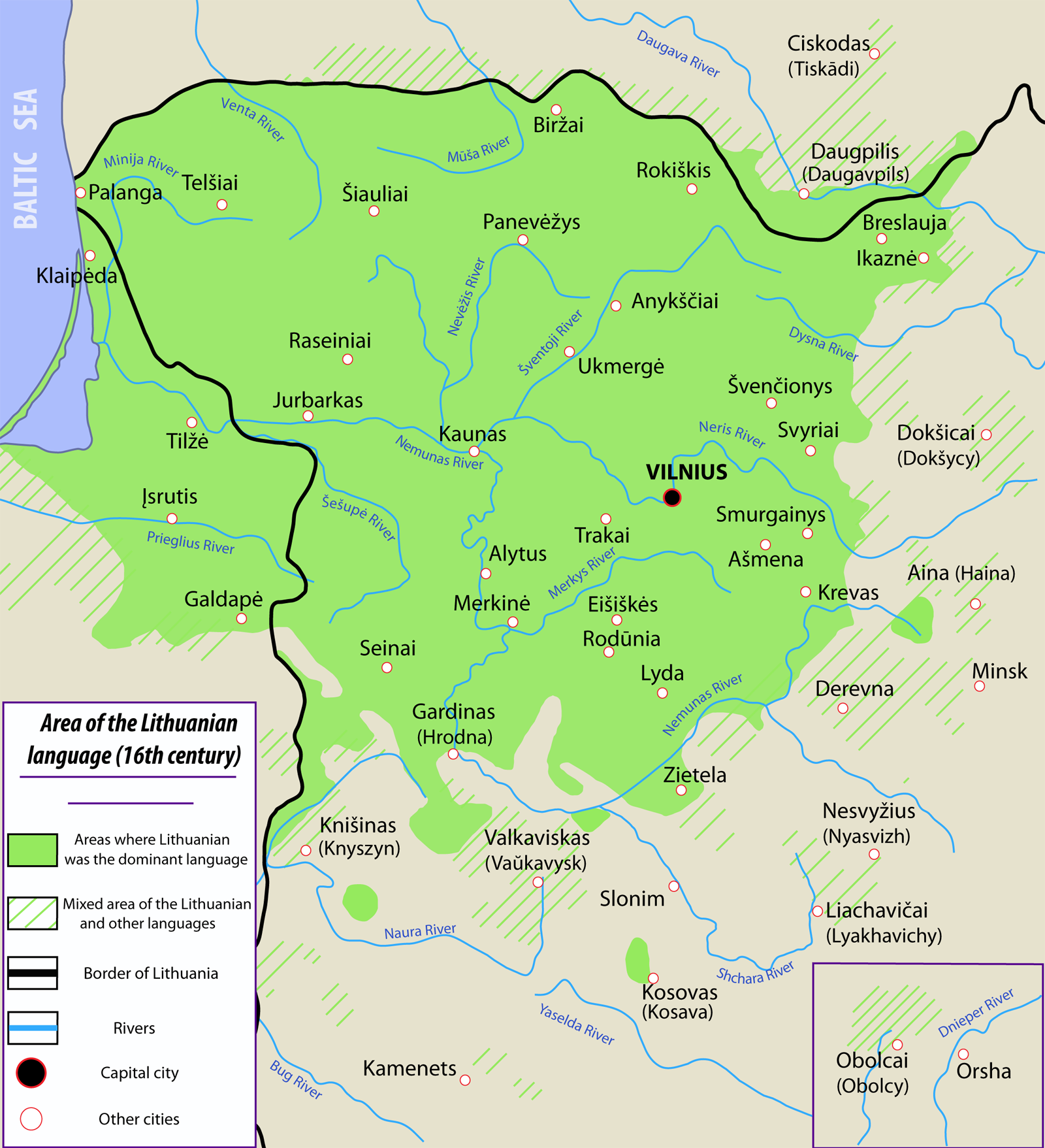
Распространение литовского языка в XVI веке (исходя из данных частотного анализа встречающихся топонимов)

Наиболее ранний письменный памятник литовского языка датируется 1503 годом и представляет собой молитвы («Аве Мария» и «Никейский символ веры»), написанные от руки на последней странице выпущенной в Страсбурге книги «Tractatus sacerdotalis». Текст придерживается дзукийского диалекта и, по всей видимости, списан с более раннего оригинала.
Книгопечатание началось в 1547 году с катехизиса Мартинаса Мажвидаса, написанного на центральной литературной разновидности литовского языка (по другим данным — на западном варианте литовского языка) и изданного в Кёнигсберге (ныне Калининград). Книга содержит первый литовский учебник — «Лёгкая и скорая наука чтения и письма», в котором автор на 4 страницах приводит алфавит и несколько придуманных им грамматических терминов. Первой книгой, изданной на территории Великого княжества Литовского, является католический катехизис М. Даукши, изданный в 1595 году в Вильно и написанный на центральном варианте литературного литовского языка; он также является первой книгой на литовском языке с указанием ударения в словах текста.
В 1620 году появился и первый словарь литовского языка на восточном письменном диалекте литовского языка («столичном» диалекте), впоследствии переживший пять изданий, — «Dictionarium trium linguarum» Константинаса Ширвидаса. В 1653 году был издан учебник грамматики — «Grammatica Litvanica» Д. Клейна.
Согласно концепции З. Зинкявичюса, в XVII веке существовало три литературные разновидности литовского языка: прусская (на основе западноаукштайтских говоров), центральная (на основе западноаукштайтских говоров окрестностей города Кедайняй) и восточная (на основе вильнюсского койне, базировавшегося на восточноаукштайтских говорах). Первая использовалась в Малой Литве, вторая и третья — в Великом княжестве Литовском. На центральном варианте писали М. Даукша и М. Петкявичюс, а на восточном — К. Ширвидас и Й. Якнавичюс.
К XVIII веку восточный вариант литературного литовского языка исчез из-за польского влияния в Вильне, в том же веке центральный вариант деградировал; только в Восточной Пруссии литовский язык продолжал развитие. Появление художественной литературы на литовском языке связано с именем К. Донелайтиса, жившего в Пруссии.

### Новый период
Важную роль в становлении литовского литературного языка и литовского национального самосознания сыграла работа А. Шлейхера «Руководство по литовскому языку» (нем. Handbuch der litauischen Sprache, 1856—1857), продемонстрировавшая высокую степень консерватизма литовского языка и схожесть его форм с такими престижными языками, как латынь, древнегреческий и санскрит. Позднее Д. Неру писал, что литовский язык стоит ближе к санскриту, чем другие европейские языки. Были отмечены точные совпадения литовских и санскритских слов, например, sūnùs «сын», naktìs «ночь», pãdas «подошва».
В 1795 году, после третьего раздела Речи Посполитой, когда Литва вошла в состав Российской империи, в Литве началась русификация. Развитию литовского языка в то время способствовали писавшие на жемайтском диалекте С. Даукантас и М. Валанчюс. В 1864 году, после январского восстания, Михаил Муравьёв, генерал-губернатор Виленской губернии, ввёл запрет на литовскую латиницу в печати. Взамен была введена «гражданка» — литовская письменность кириллическими буквами, разработанная И. П. Корниловым. Литовские книги продолжали печататься за границей, в Восточной Пруссии и в Соединённых Штатах Америки. Несмотря на суровое наказание, книги ввозились в страну так называемыми книгоношами. В 1904 году запрет был отменён.
В XX веке активно происходила выработка единой литературной нормы на основе юго-западных аукштайтских говоров. Важную роль в унификации сыграла деятельность журналов «Аушра» и «Варпас», а также таких языковедов, как Й. Яблонскис и К. Буга.
На волне языкового пуризма Яблонскис активно создавал неологизмы, призванные заполнить лакуны в литовской лексике или вытеснить заимствования: añtžmogis «сверхчеловек» (от añt «на, над» и žmogùs «человек», калька с нем. Übermensch), turinỹs «содержание» (от turė́ti «иметь»), degtùkas «спичка» (от dègti «жечь»), mokyklà «школа» (от mókyti «учить»), laĩkrodis «часы» (от laĩkas «время» и ródyti «показывать», вытеснило полонизм dziẽgorius). Многие слова были взяты из старых текстов или из говоров, например, vir̃šininkas «начальник» (взято из диалектного обозначения старшего пастуха — от viršùs «верх», вытеснило русизм načalnikas), mirtìs «смерть» (вытеснило славянизм smer̃tis), váistas «лекарство» (вытеснило славянизм liẽkarstvos). Не все неологизмы, однако, прижились: например, слова dirbtuvas «машина» (от dìrbti «работать»), krautuvė «музей», tolkalbis «телефон» (от tolì «далеко» и kalbė́ti «говорить») не сумели вытеснить заимствования mašinà, muziẽjus, telefònas и не удержались в языке. В конституции Литвы 1922 года впервые в истории литовский язык получил статус государственного языка.
После присоединения Литвы к СССР возрастает влияние русского языка на литовский. Происходит рост литовско-русского билингвизма среди литовцев. Знание русского языка было больше распространено среди мужчин, чем среди женщин, что связано с обязательной воинской повинностью в СССР. Русский язык чаще использовался в городах и в тех районах, в которые после войны был наибольший приток русскоязычного населения. Русский язык вытеснил литовский в административной сфере и, в качестве языка производственных инструкций, он активно употреблялся в СМИ и в образовании. Всё это вызвало приток заимствований и калек из русского языка в литовский. Однако вместе с тем происходят расцвет литовской национальной культуры и расширение сферы употребления литовского языка.
18 ноября 1988 года Верховный Совет Литовской ССР придал литовскому языку статус единственного официального языка на территории республики. После провозглашения независимиости Литвы использование русского языка ограничивается до бытового общения среди русскоязычных граждан; начинает возрастать процент знающих литовский язык среди национальных меньшинств; активизируется работа государственных учреждений, занимающихся контролем литовского языка.

## Лингвистическая характеристика

### Фонетика и фонология

#### Гласные
Литовские монофтонги приведены ниже.
| Подъём  | Ряд      | Ряд        | Ряд |
| Подъём  | Передний | Непередний |     |
| ------- | -------- | ---------- | --- |
| Верхний | ɪ        | ʊ          |     |
| Средний | ɛ        | (ɔ)        |     |
| Нижний  |          | ɐ          |     |

| Подъём  | Ряд      | Ряд        | Ряд |
| Подъём  | Передний | Непередний |     |
| ------- | -------- | ---------- | --- |
| Верхний | iː       | uː         |     |
| Средний | eː       | oː         |     |
| Нижний  | æː       | ɑː         |     |

Краткое o встречается только в заимствованиях; кроме того, некоторые носители произносят краткое ɛ (открытое) в заимствованиях как e (закрытое). Под циркумфлексом в неконечном слоге ɛ и a, как правило, удлиняются, хотя это происходит не во всех морфологических позициях.

#### Дифтонги
В литовском языке имеется шесть исконных дифтонгов (ei, ai, ui, au, ie, uo), а также три дифтонга (oi, ou, eu), которые встречаются только в заимствованиях. Дифтонги ie и uo часто произносятся с редуцированным вторым элементом ([i̯ə] и [u̯ə]). Кроме того, сочетания гласных e, a, u, i с сонорными r, l, n, m считаются дифтонгическими сочетаниями (полудифтонгами).

#### Согласные
В литовском языке 45 согласных фонем (включая те, которые встречаются только в заимствованиях). Все согласные, кроме /j/, имеют мягкую пару.
Система консонантизма литовского языка (в скобки взяты позиционные варианты фонем или фонемы, встречающиеся только в заимствованиях; в парах согласных сверху приведены глухие согласные, снизу — звонкие):
| Способ артикуляции ↓     | Губно-губные | Губно-зубные | Зубные            | Альв.           | Палат. | Заднеяз.          |
| Взрывные                 | p ʲ b ʲ      |              | t (tʲ) d (dʲ)     |                 |        | k ʲ g ʲ           |
| Носовые                  | m ʲ          |              | n ʲ               |                 |        |                   |
| Дрожащие                 |              |              |                   | r ʲ             |        |                   |
| Аффрикаты                |              |              | t͡s (t͡sʲ) d͡z (d͡zʲ) | (ʧ) ʧʲ (dʒ) dʒʲ |        |                   |
| Фрикативные              |              | (f) (fʲ)     | s ʲ z ʲ           | ʃ ʲ ʒ ʲ         |        | (x) (xʲ) (ɣ) (ɣʲ) |
| Скользящие аппроксиманты | ʋ ʲ          |              |                   |                 | j      |                   |
| Боковые                  |              |              |                   | ɫ lʲ            |        |                   |

Позиционным вариантом /n/ в положении перед велярными согласными k и g является заднеязычный /ŋ/.

#### Просодия
Ударение в литовском языке — подвижное и тоническое. На письме ударение обычно не обозначается; исключением является учебная, научная литература и словари. Существует две интонации — акут (tvirtaprãdė) и циркумфлекс (tvirtagãlė), различающиеся только в слогах с долгим гласным. 
Краткие слоги могут быть ударными, но интонацией не различаются. Акут характеризуется повышением тона на первой море слога, а циркумфлекс — на второй. На письме краткие ударные слоги маркируются грависом (`); акут и циркумфлекс обозначаются соответствующими надстрочными значками ´ и {\displaystyle {\hat {}}}( ͂ ), при этом в дифтонгах и дифтонгических сочетаниях с циркумфлексной интонацией знак {\displaystyle {\hat {}}}( ͂ ) ставится на второй букве сочетания. Знаком грависа, однако, обозначается акутовая интонация в дифтонге ùi и дифтонгических сочетаниях ìr, ùr, ìl, ùl, ìm, ùm, ìn, ùn. 
Кроме того, в некоторых словах, помимо основного ударения, существует обычно необозначаемое в словарях побочное ударение (šalutìnis kir̃tis) или даже два таких ударения: например, в слове peñkiasdešimt более слабое ударение падает на вторую e.

### Морфология
Традиционно в литовском языке выделяют одиннадцать частей речи: имя существительное (daiktãvardis), имя прилагательное (bū̃dvardis), имя числительное (skaĩtvardis), местоимение (į́vardis), наречие (príeveiksmis), глагол (veiksmãžodis), предлог (príelinksnis), союз (jungtùkas), частица (dalelýtė), междометие (jaustùkas), звукоподражание (ištiktùkas).

#### Имя существительное

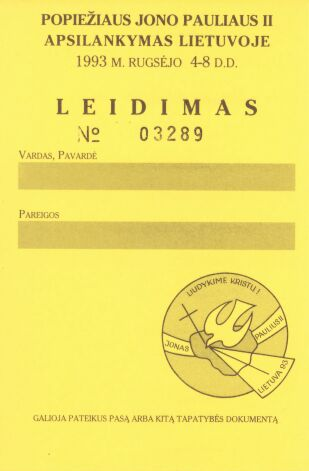
Пропуск на мероприятия визита (именительный падеж) папы римского Иоанна Павла II (родительный падеж) в Литве (местный падеж) 4—8 сентября 1993 года

У склоняемых частей речи выделяется шесть падежей и звательная форма, традиционно тоже считающаяся падежом:
- именительный — vardiniñkas;
- родительный — kilminiñkas;
- дательный — naudiniñkas;
- винительный — galiniñkas;
- творительный — į́nagininkas;
- местный — viẽtininkas;
- звательный — šauksminiñkas.

Кроме того, в восточно- и южноаукштайтских диалектах представлены ещё несколько падежей: инессив, иллатив, адессив и аллатив. Существование в литовских диалектах форм аллатива, иллатива, адессива объясняется влиянием прибалтийско-финского субстрата.

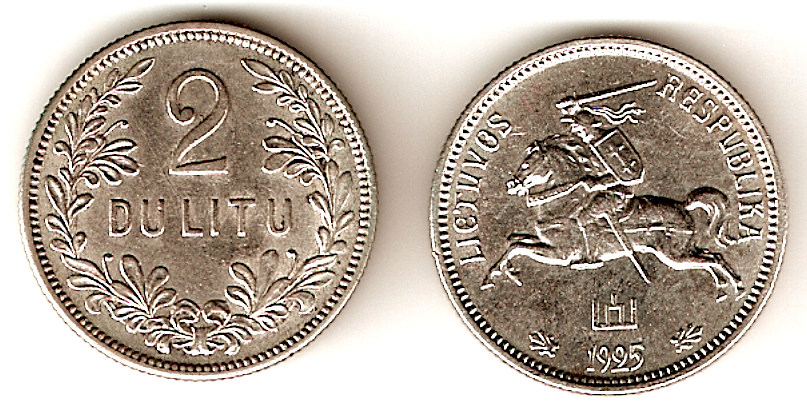
Монета в два лита 1925 года, на которой слово «лит» стоит не во множественном числе (du litai), а в двойственном (du litu)

В литовском языке выделяют пять склонений, каждое из которых подразделяется на парадигмы. Парадигм в общей сложности насчитывается 12.
К первому склонению относятся существительные мужского рода с окончаниями -as (I парадигма), -ias или -j-as (II парадигма), -is или -ys (III парадигма).
I склонение на примере слов výras «мужчина», vė́jas «ветер» и brólis «брат»:
|              | I парадигма | I парадигма | II парадигма   | II парадигма | III парадигма | III парадигма |
|              | ед. ч.      | мн. ч.      | ед. ч.         | мн. ч.       | ед. ч.        | мн. ч.        |
| ------------ | ----------- | ----------- | -------------- | ------------ | ------------- | ------------- |
| Именительный | výras       | výrai       | vė́jas          | vė́jai        | brólis        | bróliai       |
| Родительный  | výro        | výrų        | vė́jo           | vė́jų         | brólio        | brólių        |
| Дательный    | výrui       | výrams      | vė́jui          | vė́jams       | bróliui       | bróliams      |
| Винительный  | výrą        | výrus       | vė́ją           | vė́jus        | brólį         | brólius       |
| Творительный | výru        | výrais      | vė́ju           | vė́jais       | bróliu        | bróliais      |
| Местный      | výre        | výruose     | vė́jyje, vė́juje | vė́juose      | brólyje       | bróliuose     |
| Звательный   | výre        | výrai       | vė́jau          | vė́jai        | bróli         | bróliai       |

Ко второму склонению относятся существительные мужского рода с окончаниями -us (IV парадигма), -ius или -j-us (V парадигма).
II склонение на примере слов tur̃gus «рынок» и sõdžius «деревня»:
|              | IV парадигма | IV парадигма | V парадигма | V парадигма |
|              | ед. ч.       | мн. ч.       | ед. ч.      | мн. ч.      |
| ------------ | ------------ | ------------ | ----------- | ----------- |
| Именительный | tur̃gus       | tur̃gūs       | sõdžius     | sõdžiai     |
| Родительный  | tur̃gaus      | tur̃gų        | sõdžiaus    | sõdžių      |
| Дательный    | tur̃gui       | tur̃gums      | sõdžiui     | sõdžiams    |
| Винительный  | tur̃gų        | turgùs       | sõdžių      | sodžiùs     |
| Творительный | tur̃gumi      | tur̃gumis     | sõdžiumi    | sõdžiais    |
| Местный      | tur̃guje      | tur̃guose     | sõdžiuje    | sõdžiuose   |
| Звательный   | tur̃gau       | tur̃gūs       | sõdžiau     | sõdžiai     |

К третьему склонению относятся существительные женского рода (а также небольшое количество существительных мужского и общего родов) с окончаниями -a (VI парадигма), -ia, -j-a или -i (VII парадигма), -ė (VIII парадигма).
III склонение на примере слов rankà «рука», vyšnià «вишня» и bìtė «пчела»:
|              | VI парадигма | VI парадигма | VII парадигма | VII парадигма | VIII парадигма | VIII парадигма |
|              | ед. ч.       | мн. ч.       | ед. ч.        | мн. ч.        | ед. ч.         | мн. ч.         |
| ------------ | ------------ | ------------ | ------------- | ------------- | -------------- | -------------- |
| Именительный | rankà        | rañkos       | vyšnià        | vỹšnios       | bìtė           | bìtės          |
| Родительный  | rañkos       | rañkų        | vỹšnios       | vỹšnių        | bìtės          | bìčių          |
| Дательный    | rañkai       | rañkoms      | vỹšniai       | vỹšnioms      | bìtei          | bìtėms         |
| Винительный  | rañką        | rankàs       | vỹšnią        | vyšniàs       | bìtę           | bitès          |
| Творительный | rankà        | rañkomis     | vyšnià        | vỹšniomis     | bitè           | bìtėmis        |
| Местный      | rañkoje      | rañkose      | vỹšnioje      | vỹšniose      | bìtėje         | bìtėse         |
| Звательный   | rañka        | rañkos       | vỹšnia        | vỹšnios       | bìte           | bìtės          |

К четвёртому склонению относятся существительные женского (IX парадигма) и мужского (X парадигма) родов с окончанием -is.
IV склонение на примере слов širdìs «сердце» и dantìs «зуб»:
|              | IX парадигма | IX парадигма | X парадигма | X парадигма |
|              | ед. ч.       | мн. ч.       | ед. ч.      | мн. ч.      |
| ------------ | ------------ | ------------ | ----------- | ----------- |
| Именительный | širdìs       | šìrdys       | dantìs      | dañtys      |
| Родительный  | širdiẽs      | širdžių̃      | dantiẽs     | dantų̃       |
| Дательный    | šìrdžiai     | širdìms      | dañčiui     | dantìms     |
| Винительный  | šìrdį        | šìrdis       | dañtį       | dantìs      |
| Творительный | širdimì      | širdimìs     | dantimì     | dantimìs    |
| Местный      | širdyjè      | širdysè      | dantyjè     | dantysè     |
| Звательный   | širdiẽ       | šìrdys       | dantiẽ      | dañtys      |

К пятому склонению относятся существительные мужского рода (XI парадигма) с окончанием -uo и женского рода (XII парадигма) с окончаниями -uo и -ė.
V склонение на примере слов šuõ «собака» и sesuõ «сестра»:
|              | XI парадигма | XI парадигма | XII парадигма | XII парадигма |
|              | ед. ч.       | мн. ч.       | ед. ч.        | мн. ч.        |
| ------------ | ------------ | ------------ | ------------- | ------------- |
| Именительный | šuõ          | šùnys        | sesuõ         | sẽserys       |
| Родительный  | šuñs         | šunų̃         | seser̃s        | seserų̃        |
| Дательный    | šùniui       | šunìms       | sẽseriai      | seserìms      |
| Винительный  | šùnį         | šunìs        | sẽserį        | sẽseris       |
| Творительный | šuniù        | šunimìs      | sẽseria       | seserimìs     |
| Местный      | šunyjè       | šunysè       | seseryjè      | seserysè      |
| Звательный   | šuniẽ        | šùnys        | seseriẽ       | sẽserys       |

Существует также другая нумерация склонений, при которой существительные на -us считаются IV склонением, а существительные на -a и -ė — II.
Литовское ударение является подвижным, и оно может смещаться при склонении. Выделяются четыре акцентных парадигмы имён. Принадлежность слова к парадигме определяется формами дательного и винительного падежей множественного числа. В 1-й парадигме в этих падежах окончания безударны, во 2-й окончание дательного падежа безударно, винительного — ударно, в 3-й окончание дательного падежа ударно, винительного — безударно, в 4-й оба окончания ударны.
Исторически 2-я и 4-я парадигмы возникли из 1-й и 3-й соответственно в результате действия закона Фортунатова-де Соссюра. 1-я парадигма продолжает праиндоевропейскую баритонированную парадигму (ударение всегда на корне), 3-я — праиндоевропейскую окситонированную (ударение подвижно).
Акцентные парадигмы на примере существительных I склонения výras «мужчина», rãtas «колесо», lángas «окно», nãmas «дом»:
|              | 1 парадигма | 1 парадигма | 2 парадигма | 2 парадигма | 3 парадигма | 3 парадигма | 4 парадигма | 4 парадигма |
|              | ед. ч.      | мн. ч.      | ед. ч.      | мн. ч.      | ед. ч.      | мн. ч.      | ед. ч.      | мн. ч.      |
| ------------ | ----------- | ----------- | ----------- | ----------- | ----------- | ----------- | ----------- | ----------- |
| Именительный | výras       | výrai       | rãtas       | rãtai       | lángas      | langaĩ      | nãmas       | namaĩ       |
| Родительный  | výro        | výrų        | rãto        | rãtų        | lángo       | langų̃       | nãmo        | namų̃        |
| Дательный    | výrui       | výrams      | rãtui       | rãtams      | lángui      | langáms     | nãmui       | namáms      |
| Винительный  | výrą        | výrus       | rãtą        | ratùs       | lángą       | lángus      | nãmą        | namùs       |
| Творительный | výru        | výrais      | ratù        | rãtais      | lángu       | langaĩs     | namù        | namaĩs      |
| Местный      | výre        | výruose     | ratè        | rãtuose     | langè       | languosè    | namè        | namuosè     |
| Звательный   | výre        | výrai       | rãte        | rãtai       | lánge       | langaĩ      | nãme        | namaĩ       |

#### Имя прилагательное
Прилагательные в литовском языке ставятся перед существительными и согласуются с ними в роде, числе и падеже.
Выделяются два склонения прилагательных мужского рода, которые делятся на пять парадигм. По первой парадигме склоняются прилагательные, заканчивающиеся в именительном падеже единственного числа на -as, по второй — заканчивающиеся на -ias, по третьей — на -is или -ys в единственном и на -i во множественном, по четвёртой — на -is или -ys в единственном и на -iai во множественном. По пятой парадигме, составляющей второй склонение, изменяются прилагательные, заканчивающиеся на -us.
Склонение прилагательных мужского рода на примере слов gẽras «хороший», žãlias «зелёный», dìdelis «большой», medìnis «деревянный», gražùs «красивый»:
|              | I-е склонение | I-е склонение | I-е склонение  | I-е склонение  | I-е склонение   | I-е склонение   | I-е склонение  | I-е склонение  | II-е склонение | II-е склонение |
|              | I-я парадигма | I-я парадигма | II-я парадигма | II-я парадигма | III-я парадигма | III-я парадигма | IV-я парадигма | IV-я парадигма | V-я парадигма  | V-я парадигма  |
|              | ед. ч.        | мн. ч.        | ед. ч.         | мн. ч.         | ед. ч.          | мн. ч.          | ед. ч.         | мн. ч.         | ед. ч.         | мн. ч.         |
| ------------ | ------------- | ------------- | -------------- | -------------- | --------------- | --------------- | -------------- | -------------- | -------------- | -------------- |
| Именительный | gẽras         | gerì          | žãlias         | žalì           | dìdelis         | didelì          | medìnis        | medìniai       | gražùs         | grãžūs         |
| Родительный  | gẽro          | gerų̃          | žãlio          | žalių̃          | dìdelio         | didelių̃         | medìnio        | medìnių        | gražaũs        | gražių̃         |
| Дательный    | gerám         | geríems       | žaliám         | žalíems        | dideliám        | didelíems       | medìniam       | medìniams      | gražiám        | gražíems       |
| Винительный  | gẽrą          | gerùs         | žãlią          | žaliùs         | dìdelį          | dìdelius        | medìnį         | mediniùs       | grãžų          | gražiùs        |
| Творительный | gerù          | geraĩs        | žаliù          | žaliaĩs        | dìdeliu         | dideliaĩs       | mediniù        | medìniais      | gražiù         | gražiaĩs       |
| Местный      | geramè        | geruosè       | žaliamè        | žaliuosè       | dideliamè       | dideliuosè      | medìniame      | medìniuose     | gražiamè       | gražiuosè      |
| Звательный   | gẽras         | gerì          | žãlias         | žalì           | dìdeli          | didelì          | medìni         | medìniai       | gražùs         | grãžūs         |

Склонение прилагательных женского рода более единообразно, в нём выделяют четыре парадигмы. По шестой парадигме склоняются прилагательные, заканчивающиеся в именительном падеже единственного числа на -a, по седьмой — на -ia, по восьмой — на -i, по девятой — на -ė.
Склонение прилагательных женского рода:
|              | VI-я парадигма | VI-я парадигма | VII-я парадигма | VII-я парадигма | VIII-я парадигма | VIII-я парадигма | IX-я парадигма | IX-я парадигма |
|              | ед. ч.         | мн. ч.         | ед. ч.          | мн. ч.          | ед. ч.           | мн. ч.           | ед. ч.         | мн. ч.         |
| ------------ | -------------- | -------------- | --------------- | --------------- | ---------------- | ---------------- | -------------- | -------------- |
| Именительный | gerà           | gẽros          | žalià           | žãlios          | gražì            | grãžios          | medìnė         | medìnės        |
| Родительный  | gerõs          | gerų̃           | žaliõs          | žalių̃           | gražiõs          | gražių̃           | medìnės        | medìnių        |
| Дательный    | gẽrai          | geróms         | žãliai          | žalióms         | grãžiai          | gražióms         | medìnei        | medìnėms       |
| Винительный  | gẽrą           | geràs          | žãlią           | žaliàs          | grãžią           | gražiàs          | medìnę         | medinès        |
| Творительный | gerà           | geromìs        | žalià           | žaliomìs        | gražià           | gražiomìs        | medinè         | medìnėmis      |
| Местный      | gerojè         | gerosè         | žaliojè         | žaliosè         | gražiojè         | gražiosè         | medìnėje       | medìnėse       |
| Звательный   | gerà           | gẽros          | žalià           | žãlios          | gražì            | grãžios          | medìne         | medìnės        |

Формы сравнительной степени прилагательных образуются путём добавления суффикса -esnis (мужской род), -esnė (женский род): gražùs «красивый» — gražèsnis «более красивый», gražèsnė «более красивая». Формы превосходной степени образуются при помощи суффикса: -iausias (мужской род), -iausia (женский род): gražiáusias «самый красивый», gražiáusia «самая красивая».
Несмотря на отсутствие среднего рода у существительных, прилагательные в литовском средний род сохраняют: например, gẽra «хорошо» (gẽras «хороший», gerà «хорошая»), gražù «красиво» (gražùs «красивый», gražì «красивая»).
В литовском языке существуют особые формы прилагательных — местоименные. Местоименные формы используются для выделения предмета из множества подобных или для указания на уже известный предмет.
Склонение местоименных форм более единообразно, чем склонение простых. Различия возникают только в именительном и винительном падежах единственного числа мужского рода.
Склонение местоименных прилагательных мужского рода:
|              | ед. ч.   | мн. ч.      | ед. ч.    | мн. ч.       | ед. ч.     | мн. ч.        | ед. ч.     | мн. ч.        |
| ------------ | -------- | ----------- | --------- | ------------ | ---------- | ------------- | ---------- | ------------- |
| Именительный | geràsis  | geríeji     | žaliàsis  | žalíeji      | didỹsis    | didíeji       | gražùsis   | gražíeji      |
| Родительный  | gẽrojo   | gerų̃jų      | žãliojo   | žalių̃jų      | dìdžiojo   | didžių̃jų      | grãžiojo   | gražių̃jų      |
| Дательный    | gerájam  | geríesiems  | žaliájam  | žalíesiems   | didžiájam  | didíesiems    | gražiájam  | gražíesiems   |
| Винительный  | gẽrąjį   | gerúosius   | žãliąjį   | žaliúosius   | dìdįjį     | dìdžiúosius   | grãžųjį    | gražiúosius   |
| Творительный | gerúoju  | geraĩsiais  | žaliúoju  | žaliaĩsiais  | didžiúoju  | didžiaĩsiais  | gražiúoju  | gražiaĩsiais  |
| Местный      | gerãjame | geruõsiuose | žaliãjame | žaliuõsiuose | didžiãjame | didžiuõsiuose | gražiãjame | gražiuõsiuose |
| Звательный   | geràsis  | geríeji     | žaliàsis  | žalíeji      | didỹsis    | didíeji       | gražùsis   | gražíeji      |

Склонение местоименных прилагательных женского рода:
|              | ед. ч.   | мн. ч.     | ед. ч.    | мн. ч.      | ед. ч.     | мн. ч.       | ед. ч.     | мн. ч.       |
| ------------ | -------- | ---------- | --------- | ----------- | ---------- | ------------ | ---------- | ------------ |
| Именительный | geróji   | gẽrosios   | žalióji   | žãliosios   | didžióji   | dìdžiosios   | gražióji   | grãžiosios   |
| Родительный  | gerõsios | gerų̃jų     | žaliõsios | žalių̃jų     | didžiõsios | didžių̃jų     | gražiõsios | gražių̃jų     |
| Дательный    | gẽrajai  | gerósioms  | žãliajai  | žaliósioms  | dìdžiajai  | didžiósioms  | grãžiajai  | gražiósioms  |
| Винительный  | gẽrąją   | gerą́sias   | žãliąją   | žalią́sias   | dìdžiąją   | didžią́sias   | grãžiąją   | gražią́sias   |
| Творительный | gerą́ja   | gerõsiomis | žalią́ja   | žaliõsiomis | didžią́ja   | didžiõsiomis | gražią́ja   | gražiõsiomis |
| Местный      | gerõjoje | gerõsiose  | žaliõjoje | žaliõsiose  | didžiõjoje | didžiõsiose  | gražiõjoje | gražiõsiose  |
| Звательный   | geróji   | gẽrosios   | žalióji   | žãliosios   | didžióji   | dìdžiosios   | gražióji   | grãžiosios   |

#### Числительное
В литовском языке выделяются следующие разряды числительных:
- количественные (kiẽkiniai);
  - основные (pagrindìniai);
  - множественные (daugìniai);
  - собирательные (kúopiniai);
  - дробные (trupmenìniai);
- порядковые (keliñtiniai).

Числительные от одного до двадцати одного:
|    | Количественные   | Количественные  | Порядковые       | Порядковые      | Множественные | Множественные | Собирательные |
|    | мужской род      | женский род     | мужской род      | женский род     | мужской род   | женский род   | Собирательные |
| -- | ---------------- | --------------- | ---------------- | --------------- | ------------- | ------------- | ------------- |
| 1  | víenas           | vienà           | pìrmas           | pirmà           | vienerì       | víenerios     |               |
| 2  | dù               | dvì             | añtras           | antrà           | dvejì         | dvẽjos        | dvẽjetas      |
| 3  | trỹs             | trỹs            | trẽčias          | trečià          | trejì         | trẽjos        | trẽjetas      |
| 4  | keturì           | kẽturios        | ketvir̃tas        | ketvirtà        | ketverì       | kẽtverios     | kẽtvertas     |
| 5  | penkì            | peñkios         | peñktas          | penktà          | penkerì       | peñkerios     | peñketas      |
| 6  | šešì             | šẽšios          | šẽštas           | šeštà           | šešerì        | šẽšerios      | šẽšetas       |
| 7  | septynì          | septýnios       | septiñtas        | septintà        | septynerì     | septýnerios   | septýnetas    |
| 8  | aštuonì          | aštúonios       | aštuñtas         | aštuntà         | aštuonerì     | aštúonerios   | aštúonetas    |
| 9  | devynì           | devýnios        | deviñtas         | devintà         | devynerì      | devýnerios    | devýnetas     |
| 10 | dẽšimt           | dẽšimt          | dešim̃tas         | dešimtà         |               |               |               |
| 11 | vienúolika       | vienúolika      | vienúoliktas     | vienúolikta     |               |               |               |
| 12 | dvýlika          | dvýlika         | dvýliktas        | dvýlikta        |               |               |               |
| 13 | trýlika          | trýlika         | trýliktas        | trýlikta        |               |               |               |
| 14 | keturiólika      | keturiólika     | keturióliktas    | keturiólikta    |               |               |               |
| 15 | penkiólika       | penkiólika      | penkióliktas     | penkiólikta     |               |               |               |
| 16 | šešiólika        | šešiólika       | šešióliktas      | šešiólikta      |               |               |               |
| 17 | septyniólika     | septyniólika    | septynióliktas   | septyniólikta   |               |               |               |
| 18 | aštuoniólika     | aštuoniólika    | aštuonióliktas   | aštuoniólikta   |               |               |               |
| 19 | devyniólika      | devyniólika     | devynióliktas    | devyniólikta    |               |               |               |
| 20 | dvìdešimt        | dvìdešimt       | dvidešim̃tas      | dvidešimtà      |               |               |               |
| 21 | dvìdešimt víenas | dvìdešimt vienà | dvìdešimt pìrmas | dvìdešimt pirmà |               |               |               |

Числительные от тридцати до миллиарда:
|        | Количественные  | Порядковые        | Порядковые       |
|        |                 | мужской род       | женский род      |
| ------ | --------------- | ----------------- | ---------------- |
| 30     | trìsdešimt      | trisdešim̃tas      | trisdešimtà      |
| 40     | kẽturiasdešimt  | keturiasdešim̃tas  | keturiasdešimtà  |
| 50     | peñkiasdešimt   | penkiasdešim̃tas   | penkiasdešimtà   |
| 60     | šẽšiasdešimt    | šešiasdešim̃tas    | šešiasdešimtà    |
| 70     | septýniasdešimt | septyniasdešim̃tas | septyniasdešimtà |
| 80     | aštúoniasdešimt | aštuoniasdešim̃tas | aštuoniasdešimtà |
| 90     | devýniasdešimt  | devyniasdešim̃tas  | devyniasdešimtà  |
| 100    | šim̃tas          | šim̃tas            | šimtà            |
| 200    | dù šimtaĩ       | dušim̃tas          | dušimtà          |
| 300    | trỹs šimtaĩ     | trisšim̃tas        | trisšimtà        |
| 400    | keturì šimtaĩ   | keturiašim̃tas     | keturiašimtà     |
| 500    | penkì šimtaĩ    | penkiašim̃tas      | penkiašimtà      |
| 600    | šešì šimtaĩ     | šešiašim̃tas       | šešiašimtà       |
| 700    | septynì šimtaĩ  | septyniašim̃tas    | septyniašimtà    |
| 800    | aštuonì šimtaĩ  | aštuoniašim̃tas    | aštuoniašimtà    |
| 900    | devynì šimtaĩ   | devyniašim̃tas     | devyniašimtà     |
| 1000   | tū́kstantis      | tū́kstantas        | tū́kstanta        |
| 2000   | dù tū́kstančiai  | dutū́kstantas      | dutū́kstanta      |
| 1 млн  | milijõnas       | milijõnas         | milijonà         |
| 1 млрд | milijárdas      | milijárdas        | milijardà        |

Числительное víenas «один» склоняется как прилагательное, dù «два» склоняется по падежам особым образом, сохраняя некоторые формы двойственного числа. Trỹs «три» изменяется по падежам подобно существительным X парадигмы (за исключением местного падежа). Числительные 4—9 склоняются как прилагательные (за исключением винительного падежа мужского рода). Числительные 11—19 склоняются как существительные VI парадигмы (за исключением винительного падежа, который у них равен именительному). Названия десятков по падежам не изменяются. Числительные šim̃tas, milijõnas, milijárdas изменяются по I, а tū́kstantis по III парадигмам склонения существительных.
Склонение числительных «два», «три», «четыре»:
| Падеж        | Два         | Два         | Три         | Три         | Четыре      | Четыре      |
| Падеж        | мужской род | женский род | мужской род | женский род | мужской род | женский род |
| ------------ | ----------- | ----------- | ----------- | ----------- | ----------- | ----------- |
| Именительный | dù          | dvì         | trỹs        | trỹs        | keturì      | kẽturios    |
| Родительный  | dviejų̃      | dviejų̃      | trijų̃       | trijų̃       | keturių̃     | keturių̃     |
| Дательный    | dvíem       | dvíem       | trìms       | trìms       | keturíems   | keturióms   |
| Винительный  | dù          | dvì         | trìs        | trìs        | kẽturis     | kẽturias    |
| Творительный | dviẽm       | dviẽm       | trimìs      | trimìs      | keturiaĩs   | keturiomìs  |
| Местный      | dviejuosè   | dviejosè    | trijuosè    | trijosè     | keturiuosè  | keturiosè   |

Множественные числительные употребляются с существительными pluralia tantum, а также с существительными, стоящими во множественном числе и обозначающими парные предметы или имеющими собирательное значение. Например, trejì var̃tai «трое ворот», víenerios dùrys «одни двери», septýnerios žìrklės «семь ножниц».
Собирательные числительные употребляются для обозначения группы людей или животных как собирательного целого или для обозначения приблизительного количества.
Порядковые числительные и víenas «один», сочетаясь с существительными, согласуются с ними в роде, числе и падеже. Числительные 2—9 (и составные числительные с последним компонентом 2—9) согласуются с существительными в роде и падеже. Числительные больше 9 требуют при себе родительного падежа множественного числа существительного.

#### Местоимение
С точки зрения семантики выделяются следующие разряды литовских местоимений:
- личные (asmenìniai į́vardžiai): àš «я», tù «ты», jìs «он», jì «она», támsta «вы»;
- возвратное (sąngražìnis į́vardis): savę̃s «себя»;
- притяжательные (savýbiniai į́vardžiai): manàsis «мой», tavàsis «твой», savàsis «свой»;
- указательные (pardómieji į́vardžiai): šìs «этот», tàs «тот», anàs «тот (оный)»;
- вопросительные (klausiamíeji-santykìniai į́vardžiai): kàs «кто, что», kóks «какой», kurìs «который»;
- неопределённые (neapibrėžiamíeji į́vardžiai): kažkàs «кто-то, что-то», niẽkas «некто, нечто»;
- определительное (pažymimàsis į́vardis): pàts «сам».

С формальной точки зрения местоимения делятся на:
- субстантивные (местоимения-существительные);
- адъективные (местоимения-прилагательные);
- субстантивно-адъективные.

Склонение личных (первого и второго лиц) и возвратного местоимений:
| Падеж        | Единственное число | Единственное число | Двойственное число                      | Двойственное число                      | Множественное число | Множественное число | Возвратное  |
| Падеж        | 1-е лицо           | 2-е лицо           | 1-е лицо                                | 2-е лицо                                | 1-е лицо            | 2-е лицо            | Возвратное  |
| Падеж        | Я                  | Ты                 | Мы                                      | Вы                                      | Мы                  | Вы                  | Себя        |
| ------------ | ------------------ | ------------------ | --------------------------------------- | --------------------------------------- | ------------------- | ------------------- | ----------- |
| Именительный | àš                 | tù                 | mùdu (м. р.), mùdvi (ж. р.)             | jùdu (м. р.), jùdvi (ж. р.)             | mẽs                 | jū̃s                 | —           |
| Родительный  | manę̃s, màno        | tavę̃s, tàvo        | mùdviejų                                | jùdviejų                                | mū́sų                | jū́sų                | savę̃s, sàvo |
| Дательный    | mán                | táu                | mùdviem                                 | jùdviem                                 | mùms                | jùms                | sáu         |
| Винительный  | manè               | tavè               | mùdu (м. р.), mùdvi (ж. р.)             | jùdu (м. р.), jùdvi (ж. р.)             | mùs                 | jùs                 | savè        |
| Творительный | manimì             | tavimì             | mùdviem                                 | jùdviem                                 | mumìs               | jumìs               | savimì      |
| Местный      | manyjè             | tavyjè             | mùdviejuose (м. р.), mùdviejose (ж. р.) | jùdviejuose (м. р.), jùdviejose (ж. р.) | mumysè              | jumysè              | savyjè      |

Для вежливого обращения используются местоимения jū̃s, pàts, patì, sveĩkas, sveikà, támsta (несколько устаревшее).
Склонение личных местоимений третьего лица:
| Падеж        | Единственное число | Единственное число | Двойственное число | Двойственное число | Множественное число | Множественное число |
| Падеж        | Мужской род        | Женский род        | Мужской род        | Женский род        | Мужской род         | Женский род         |
| Падеж        | Он                 | Она                | Они                | Они                | Они                 | Они                 |
| ------------ | ------------------ | ------------------ | ------------------ | ------------------ | ------------------- | ------------------- |
| Именительный | jìs                | jì                 | juõdu              | jiẽdvi             | jiẽ                 | jõs                 |
| Родительный  | jõ                 | jõs                | jų̃dviejų           | jų̃dviejų           | jų̃                  | jų̃                  |
| Дательный    | jám                | jái                | jíe(m)dviem        | jó(m)dviem         | jíems               | jóms                |
| Винительный  | jį̃                 | ją̃                 | juõdu              | jiẽdvi             | juõs                | jàs                 |
| Творительный | juõ                | jà                 | jiẽ(m)dviem        | jõ(m)dviem         | jaĩs                | jomìs               |
| Местный      | jamè               | jojè               |                    |                    | juosè               | josè                |

Указательные местоимения различают две степени удаления от говорящего: šìs «этот» указывает на более близкий предмет; anàs «тот» — на более далёкий. Местоимение tàs «тот» в этом отношении не маркировано; оно употребляется при отсутствии противопоставления отдалённого или близкого предмета либо в анафорической функции.

#### Глагол
У литовского глагола выделяют грамматические категории наклонения, времени, лица, числа и залога (у именных форм глагола — также рода и падежа).
Глагол изменяется по трём лицам (1-е, 2-е и 3-е) и двум числам (единственное и множественное). В художественной литературе можно встретить формы двойственного числа.
Залог
В литовском языке выделяют два залога: действительный и страдательный.
Спряжения
Литовские глаголы принято делить на три спряжения согласно окончанию третьего лица: I (-a), II (-i-) и III (-o).
Спряжение глаголов в настоящем времени на примере слов nèšti «нести», tikė́ti «верить», tikė́tis «надеяться», mókyti «учить», mókytis «учиться»:
|            | I            | I          | II           | II         | III          | III        |
|            | невозвратный | возвратный | невозвратный | возвратный | невозвратный | возвратный |
| ---------- | ------------ | ---------- | ------------ | ---------- | ------------ | ---------- |
| 1-е ед. ч. | nešù         | nešúosi    | tikiù        | tikiúosi   | mókau        | mókausi    |
| 2-е ед. ч. | nešì         | nešíesi    | tikì         | tikíesi    | mókai        | mókaisi    |
| 3-е ед. ч. | nẽša         | nẽšasi     | tìki         | tìkisi     | móko         | mókosi     |
| 1-е мн. ч. | nẽšame       | nẽšamės    | tìkime       | tìkimės    | mókome       | mókomės    |
| 2-е мн. ч. | nẽšate       | nẽšatės    | tìkite       | tìkitės    | mókote       | mókotės    |
| 3-е мн. ч. | nẽša         | nẽšasi     | tìki         | tìkisi     | móko         | mókosi     |

Время
В литовском языке различается четыре времени: прошедшее однократное (būtàsis kartìnis laĩkas), прошедшее многократное (būtàsis dažnìnis laĩkas), настоящее (esamàsis laĩkas) и будущее (būsimàsis laĩkas).
В прошедшем однократном времени глаголы изменяются по двум спряжениям:
|            | -o           | -o         | -ė           | -ė         |
|            | невозвратный | возвратный | невозвратный | возвратный |
| ---------- | ------------ | ---------- | ------------ | ---------- |
| 1-е ед. ч. | tikė́jau      | tikė́jausi  | mókiau       | mókiausi   |
| 2-е ед. ч. | tikė́jai      | tikė́jaisi  | mókei        | mókeisi    |
| 3-е ед. ч. | tikė́jo       | tikė́josi   | mókė         | mókėsi     |
| 1-е мн. ч. | tikė́jome     | tikė́jomės  | mókėme       | mókėmės    |
| 2-е мн. ч. | tikė́jote     | tikė́jotės  | mókėte       | mókėtės    |
| 3-е мн. ч. | tikė́jo       | tikė́josi   | mókė         | mókėsi     |

Прошедшее многократное время образуется от основы инфинитива путём прибавления суффикса -dav- и окончаний спряжения на -o:
|            | невозвратный | возвратный  | невозвратный | возвратный  |
| ---------- | ------------ | ----------- | ------------ | ----------- |
| 1-е ед. ч. | tikė́davau    | tikė́davausi | mókydavau    | mókydavausi |
| 2-е ед. ч. | tikė́davai    | tikė́davaisi | mókydavai    | mókydavaisi |
| 3-е ед. ч. | tikė́davo     | tikė́davosi  | mókydavo     | mókydavosi  |
| 1-е мн. ч. | tikė́davome   | tikė́davomės | mókydavome   | mókydavomės |
| 2-е мн. ч. | tikė́davote   | tikė́davotės | mókydavote   | mókydavotės |
| 3-е мн. ч. | tikė́davo     | tikė́davosi  | mókydavo     | mókydavosi  |

Будущее время образуется от основы инфинитива путём прибавления суффикса -s(i)- и личных окончаний:
|            | невозвратный | возвратный | невозвратный | возвратный |
| ---------- | ------------ | ---------- | ------------ | ---------- |
| 1-е ед. ч. | tikė́siu      | tikė́siuosi | mókysiu      | mókysiuosi |
| 2-е ед. ч. | tikė́si       | tikė́siesi  | mókysi       | mókysiesi  |
| 3-е ед. ч. | tikė̃s        | tikė́sis    | mókys        | mókysis    |
| 1-е мн. ч. | tikė́sime     | tikė́simės  | mókysime     | mókysimės  |
| 2-е мн. ч. | tikė́site     | tikė́sitės  | mókysite     | mókysitės  |
| 3-е мн. ч. | tikė̃s        | tikė́sis    | mókys        | mókysis    |

Наклонения
В литовском языке четыре наклонения: изъявительное (tiesióginė núosaka), сослагательное (tariamóji núosaka), повелительное (liepiamóji núosaka) и косвенное (netiesióginė núosaka).
Повелительное наклонение образуется от основы инфинитива при помощи суффикса -k(i)- и личных окончаний, нулевого для 2-го лица ед. ч., -me для 1-го лица мн. ч. и -te для 2-го лица. Формы 1-го лица ед. ч. и 3-го лица обоих чисел не образуется.
|            | невозвратный | возвратный | невозвратный | возвратный |
| ---------- | ------------ | ---------- | ------------ | ---------- |
| 2-е ед. ч. | tikė́k        | tikė́kis    | mókyk        | mókykis    |
| 1-е мн. ч. | tikė́kime     | tikė́kimės  | mókykime     | mókykimės  |
| 2-е мн. ч. | tikė́kite     | tikė́kitės  | mókykite     | mókykitės  |

Сослагательное наклонение образуется от основы инфинитива при помощи суффиксов -čia-, -tum- и личных окончаний.
|            | невозвратный | возвратный  | невозвратный | возвратный  |
| ---------- | ------------ | ----------- | ------------ | ----------- |
| 1-е ед. ч. | tikė́čiau     | tikė́čiausi  | mókyčiau     | mókyčiausi  |
| 2-е ед. ч. | tikė́tum      | tikė́tumeisi | mókytum      | mókytumeisi |
| 3-е ед. ч. | tikė́tų       | tikė́tųsi    | mókytų       | mókytųsi    |
| 1-е мн. ч. | tikė́tumėme   | tikė́tumėmės | mókytumėme   | mókytumėmės |
| 2-е мн. ч. | tikė́tumėte   | tikė́tumėtės | mókytumėte   | mókytumėtės |
| 3-е мн. ч. | tikė́tų       | tikė́tųsi    | mókytų       | mókytųsi    |

Косвенное наклонение используется в придаточных предложениях, выражающих события, известные не непосредственно, а с чьих-либо слов.
- Для выражения косвенного наклонения в простой форме используются причастия разных времён (без связки «быть»): Girdėjau, tas senis gyvenąs / gyvenęs / gyvensiąs mieste
- в сложной форме — причастная форма глагола «быть» настоящего времени + активные или пассивные причастия разных времён: jis esąs pirkęs, buvęs beperkąs / pirkęs, būsiąs beperkąs / pirkęs; esąs perkamas / pirktas, buvęs perkamas / pirktas, būsiąs perkamas / pirktas[139]

#### Наречия
Наречия в литовском языке образуются при помощи суффиксов -(i)ai (наиболее продуктивный тип), -yn, -(i)uoju, -(i)ui, -(i)aip, -iek, -ur, -(i)ais, -(i)om, -(i)omis.
Формы сравнительной степени образуются при помощи суффикса -iau (-au после -j) от основы формы положительной степени: mažaĩ «мало» > mažiaũ «меньше», daũg «много» > daugiaũ «больше», šaltaĩ «холодно» > šalčiaũ «холоднее». Для образования форм превосходной степени используется суффикс -iáusiai: daugiáusiai «больше всего», mažiáusiai «меньше всего».

#### Предлоги
Литовские предлоги делятся на первичные и вторичные. Первичные предлоги архаичны и не соотносятся с другими частями речи, зато у них есть параллели среди приставок. Вторичные предлоги пришли из других частей речи, как правило, из наречий.
Большинство предлогов употребляется препозитивно. В постпозиции всегда ставится только dėkà «благодаря», а liñk(ui) «по направлению», dė̃lei — «ради, из-за», viẽtoj «вместо» могут употребляться как препозитивно, так и постпозитивно, но чаще ставятся в постпозиции.
Предлоги употребляются с родительным, винительным и творительным падежами. Как правило, один предлог может сочетаться только с одним падежом, только ùž употребляется с двумя падежами (родительным и винительным), а põ — с тремя.

#### Союзы
По строению литовские союзы делят на простые (õ «а», ir̃ «и», bèt «но») и составные (kaĩ tìk «как только», nebeñt kàd «разве что»). По синтаксической функции — на сочинительные (ir̃ «и», arbà «либо», neĩ…neĩ «ни…ни») и подчинительные (negù «чем», nès «потому что», jéi «если»).

#### Частицы
С точки зрения словообразования частицы делятся на простые (ar̃ «ли», nè «не», tè «пусть») и производные (tar̃si «словно», bemàž «почти»), по функции — на указательные, уточнительные, выделительно-ограничительные, отрицательные и модальные.

#### Междометия
Междометия делят на первичные, которые, как правило, состоят из гласного (à, ã), дифтонга (ói, ái) или сочетания нескольких согласных и гласных (ajajái, hm), и вторичные, сохраняющие связь со значимыми словами (Diẽ! «Боже!», žiū̃ «глянь»).

#### Звукоподражания
Звукоподражания (идеофоны, изобразительные слова) являются, как правило, односложными имитациями звуков или ощущений, вызванных каким-либо действием: kliùnkt «бульк», diñ «динь», grýbš «хвать», šnýpš «шмыг».

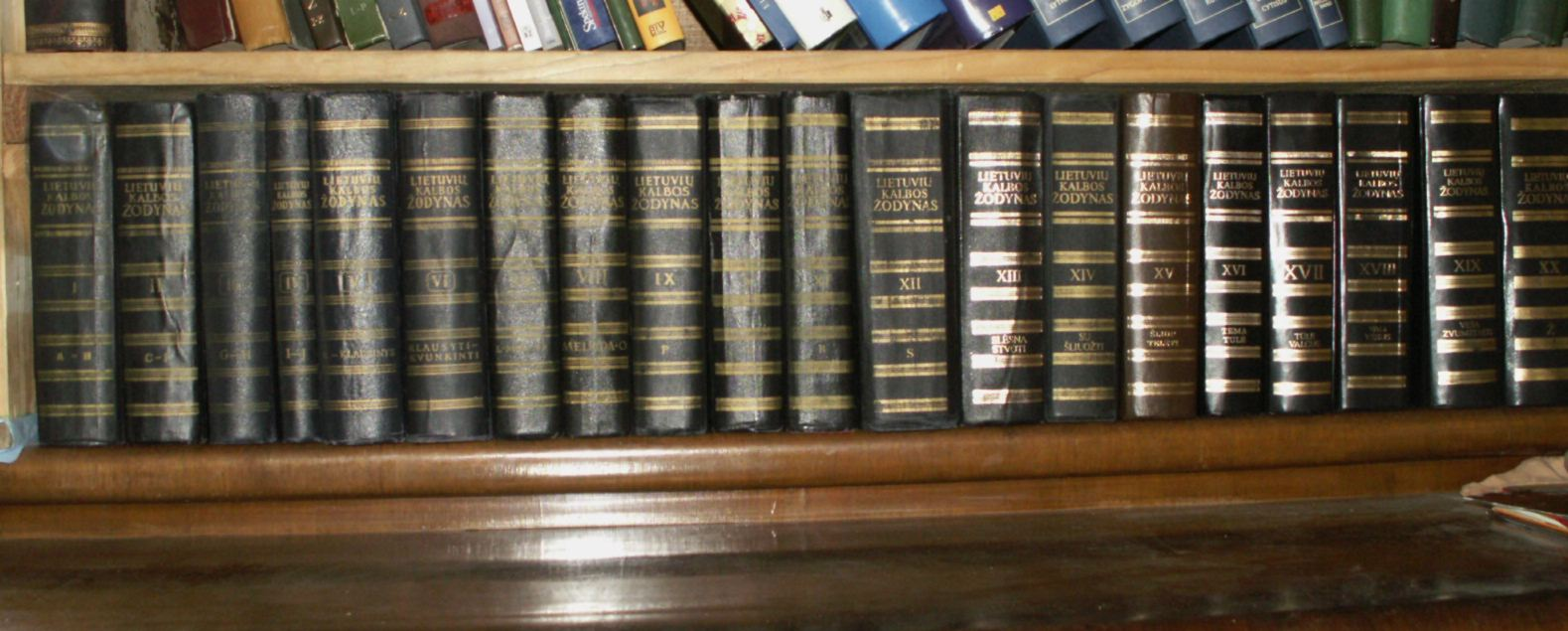
Академический словарь литовского языка в 20 томах (1941—2002)

### Синтаксис

#### Простое предложение
Литовский — язык номинативного строя. Порядок слов свободный; базовым является порядок SVO, причём определяющее слово обычно ставится перед определяемым. Модификации обычного порядка следования компонентов предложения «подлежащее — сказуемое — прямое дополнение» могут быть связаны с актуальным членением предложения, определённостью или неопределённостью подлежащего и прямого дополнения и т. д. Например, характеризуемое неопределённостью генитивное подлежащее в письменном языке обычно следует за глаголом: Pàs šeiminiñką ateĩdavo visókių žmonių̃ «K хозяину приходили всякие люди» (буквально: «K хозяину приходило всяких людей»); в устной же речи обычна и препозиция такого подлежащего, но в этом случае оно получает фразовое ударение. В предложениях с неопределённым подлежащим и определённым прямым дополнением обычно используется порядок «прямое дополнение — сказуемое — подлежащее»: Móters žvil̃gsnį patráukė tolumõj pasiródęs žmogùs «Взгляд женщины привлёк показавшийся вдалеке человек».
Синтаксические связи между компонентами предложения выражаются в литовском языке тремя способами: формами словоизменения, несамостоятельными словами и примыканием. Элементарная схема простого предложения — группа имени (в простейшем случае — существительное в именительном падеже), соединённая с группой глагола (в простейшем случае — глагол в личной форме). Каждая группа может либо вовсе отсутствовать, либо развёртываться в сочетание слов. Реализация правил развёртывания определяется прежде всего порядком слов в предложении. Отрицательная трансформация предложения обычно не связана с существенными изменениями его структуры; вопросительная же трансформация чаще всего влечёт инверсию слов или введение специальных вопросительных частиц.
Если сказуемое представлено глаголом-связкой bū́ti «быть» в настоящем времени, то оно в третьем лице может опускаться: Jis yra mokytojas / Jis mokytojas «Он — учитель». Связка не опускается в случае, если предложение представляет собой определение или выражает вневременное положение, например: Lietuva yra respublika «Литва — республика».

#### Сложные предложения
Простое предложение описанной выше структуры может циклически повторяться, образуя сложносочинённое (союзное или бессоюзное) или сложноподчинённое (образованное с помощью подчинительных союзов и других средств) предложения. Важнейшими сочинительными союзами являются ir̃ «и», bèt «но», õ «а», а подчинительными — kàd, jóg «что», nès «ибо», kaĩ, kadà «когда», nórs «хотя».
В литовском языке распространены, впрочем, причастные конструкции, равные сложному предложению, например, Svečiaĩ išvažiãvo sáulei patekė́jus «Гости уехали, когда взошло солнце» (дословно: «Гости уехали солнцу взошедши»), Diẽnai brė́kštant šìlas nubuñda «На рассвете бор просыпается» (дословно: «Дню брезжа бор просыпается»).

### Лексика
В большей части семантических областей в литовском языке преобладает исконная лексика индоевропейского происхождения, слова которой по возрасту можно подразделить на общеиндоевропейские (avìs «овца»), балто-славянские (líepa «липа»), общебалтийские (šaknìs «корень»), восточно-балтийские (lietùs «дождь») и собственно литовские (žmonà «жена»).
В литовском языке имеется немалое количество заимствований из славянских языков: древнерусского, польского, белорусского и русского. К ним относятся, например, слова muĩlas «мыло», slyvà «слива», agur̃kas «огурец», česnãkas «чеснок», vyšnià «вишня», kõšė «каша», blỹnas «блин», tur̃gus «рынок» и ряд других понятий. При этом не всегда возможно распознать, из какого именно славянского языка пришло то или иное заимствование. Славянизмы составляют около 1,5 % состава современного литовского литературного языка; в восточных и южных диалектах их больше. Первые русизмы стали попадать в литовский язык ещё до утраты русским языком носовых гласных (X век) и падения редуцированных. Наиболее сильный приток полонизмов приходится на XVII—XVIII века. В частности, из польского языка пришли такие слова, как arbatà «чай», rỹžiai «рис», põpierius «бумага».
Другой пласт заимствований пришёл из германских языков; наиболее древние — из готского (ýla «шило»), позднее — из древненемецкого (gãtvė «улица»), немецкого (kambarỹs «комната», spìnta «шкаф») и английского. Германизмы составляют приблизительно 0,5 % всего словарного состава литовского языка. Присутствуют также интернационализмы латинского и греческого происхождения (cìklas, schemà и т. п.). После приобретения Литвой независимости в 1990 году усилилось влияние английского языка («молодые» англицизмы: autsaideris «аутсайдер», biznismenas «бизнесмен», dizaineris «дизайнер»), что вызвало дискуссию о «губительном влиянии» увеличивающегося количества заимствований.
Пуристические тенденции (особенное характерные для XIX и первой половины XX веков, когда происходило нормирование литературного языка) привели к тому, что многие интернационализмы были заменены исконными литовскими вариантами: pirmžengỹstė «прогресс» вместо progrèsas, арšviestū̃nas «интеллигент» вместо inteligeñtas, žeimỹstė «театр» вместо teãtras, žinpaišỹs «корреспондент» вместо korespondeñtas.
В начале XXI века словарь литовского языка пополняется как за счёт заимствований, так и за счёт внутренних источников, причём многие новые семантические области (политика, спорт, массовая культура, наука, техника, бизнес и т. п.) пополняются преимущественно исконными словами. В качестве названий многих новых явлений конкурируют две лексемы — опирающаяся на исконную лексику и заимствованная: mėsаĩnis «гамбургер» вместо hámburgeris; saũskelnės «памперс» вместо pámpersas; bylà «файл» вместо fáilas. Отличительной особенностью литовского словаря является активное использование исконных корней для создания новых слов при сохранности старой индоевропейской лексики.

## История изучения

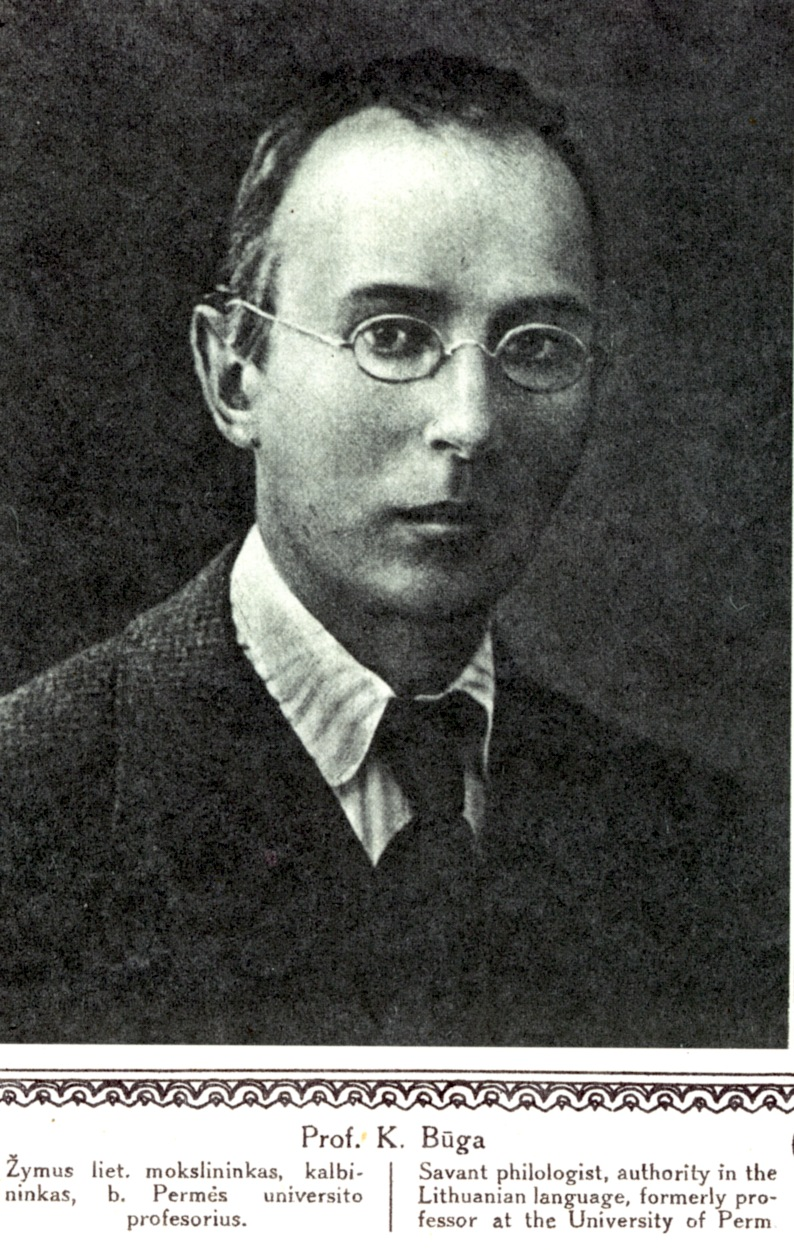
К. Буга

«Литовский язык замечателен некоторыми чертами, производящими впечатление индоевропейской древности: в XVI в. и даже в настоящее время мы находим в литовском формы, совершенно совпадающие с ведийскими или гомеровскими».
Первая грамматика литовского языка — «Ключ к литовскому языку» (лат. Clavis linguae Lituanicae) — была написана Константинасом Ширвидасом. Им же был создан польско-латинско-литовский словарь «Dictionarium trium linguarum» (ок. 1620 года). Впоследствии, в XVII—XVIII веках появился целый ряд грамматик и словарей литовского языка: Grammatica Litvanica Д. Клейна (1653), Compendium grammaticae Lithvanicae К. Сапунаса (1643, издана в 1673 г. К. Шульцем) Vocabularivm litthvanico-Germanicvm et germanico-litthvanicvm Ф. В. Хаака (1730, с грамматическим приложением), Lexicon germanico-lithvanicvm et lithvanico-germanicvm Я. Бродовского, Littauisch-Deutsches und Deutsch-Littauisches Lexicon Ф. Руига (1730), Littauisch-deutsches und Deutsch-littauisches Wörterbuch К. Г. Мильке (1800).
«Литовский язык в своей литературной форме изменился меньше любого другого живого индоевропейского языка. В отдельных моментах фонетики и словоизменения он своей древностью превосходит даже самые архаичные индоевропейские языки. Именно поэтому без знания литовского нельзя обойтись в исследованиях по индоевропеистике».
С середины XIX века данные литовского языка начали активно использоваться сравнительно-историческим языкознанием. Его исследовали такие известные представители компаративистики, как А. Шлейхер, А. Лескин, К. Бругман, А. Бецценбергер, Ф. де Соссюр, В. Томсен, И. Миккола, Й. Зубатый, Я. Розвадовский, Ф. Ф. Фортунатов, И. А. Бодуэн де Куртенэ, а также собственно литовские учёные — Ф. Куршат, А. Баранаускас, К. Яунюс, А. Юшка и Й. Юшка. В межвоенный период одним из важнейших центров литуанистики стал Каунасский университет, где работали Й. Яблонскис, К. Буга, П. Скарджюс, А. Салис и П. Йоникас. После Второй мировой войны литуанистику двигали вперёд такие учёные, как Ю. Бальчиконис, Й. Паулаускас, Й. Круопас, К. Ульвидас, Й. Казлаускас, З. Зинкявичюс, В. Мажюлис, Й. Палёнис, В. Урбутис, Ю. Пикчилингис, А. Паулаускене, А. Валецкене, В. Гринавецкис, К. Моркунас, В. Амбразас, А. Ванагас, А. Гирденис, С. Каралюнас, А. Сабаляускас, Б. А. Ларин, М. Н. Петерсон, В. Н. Топоров, Вяч. Вс. Иванов, О. Н. Трубачёв, Ю. В. Откупщиков, А. П. Непокупный, Э. Френкель, Х. Станг, Я. Отрембский. Внесли вклад в литуанистику также Я. Сафаревич, Ч. Кудзиновский (Польша), П. Трост (Чехия), Р. Эккерт (Германия), В. Пизани (Италия), К.-О. Фальк (Швеция).

## Примеры текстов
«Отче наш» на старолитовском и современном языке:
Teve mvʃu kuriʃ eʃi Dangwaʃu ʃʒwÿʃkiʃi vardaʃ tava athaÿki karaliʃtÿa buki tava vala kaÿp dvngvÿ theyp ʃʒamÿaÿ. Dvanv mvʃu viʃu dʒenv dvaki mvmvʃ nu ÿr athlaÿʃki mvmvʃ mvʃu kaltheʃ kaÿp ÿr meʃ athlyaÿdʒame mvʃu kalcʒÿemvʃ nÿewÿaʃki mvʃu ʃʒalanv ale mvʃgÿalbÿaki nvagi viʃa piktha amen.
(Tractatus sacerdotalis, 1503);
Tewe muʃu kuris eʃʃi danguʃu Schwęʃkieʃe wardas tawa. Ateik karaliʃte tawa. Buki tawa walia kaip dągui taip ir ßemeie. Dona muʃu wyʃʃudienu dodi mumus nu. Jr atleid mumus muʃu kaltibes, kaip mes atleidem muʃu kaltimus. Newed mus ingi pagundima. Bet gielbek mus nogi wyʃa pikta. Amen.
(Мажвидас, 1547);
Téwea mûʃų kuris eʃsi dągůʃe Sʒwęʃkis wârdas tawo. Atáik karalîʃte táwo. Buk walá táwo kaip’ dągúi taip’ ir ʒ́eamei. Důną mûʃʃu wiʃʃų dienų důd’ mumus ʃʒią dieną. Ir atłåid’ múmus mûʃʃu kaltés, kaip’ ir meas åtłeaidʒeamea ʃáwiîmus kaltiemus. Ir nea wead mûʃʃų ing pagúndima. Bat’ gealb mus nůg pikto. Amen.
(Даукша, 1595);
Tėve mūsų, kuris esi danguje, teesie šventas Tavo vardas, teateinie Tavo karalystė, teesie Tavo valia kaip danguje, taip ir žemėje. Kasdienės mūsų duonos duok mums šiandien ir atleisk mums mūsų kaltes, kaip ir mes atleidžiame savo kaltininkams. Ir neleisk mūsų gundyti bet gelbėk mus nuo pikto. Amen.
(современный литовский).